# Моджо Роули
Дийн Мутади (роден на 17 юли 1986) е американски кечист (професионален борец) и бивш американски футболен защитен нападател. Участва в WWE под сценичното име Моджо Роули.
През 2013 г. Мутади подписва договор с WWE и е преместен в тяхната развиваща се територия на Представителния център в Орландо, Флорида.

## Кеч кариера

### WWE

#### NXT (от 2013 г.)
Мутади прекара 18 месеца за възстановяване от травмата, която претърпя с Аризона Кардиналс. По време на възстановяването му, той получи сделка за завръщане в NFL и да работи във финансовите услуги, но вместо това стана професионален кечист в WWE през август 2012. Той се присъедини в развиващата се територия на WWE, WWE NXT и получи името „Моджо Роули“.
Роули направи своя телевизионен дебют на 29 май 2013 в епизод на NXT, участвайки в кралска битка, която беше спечелена от Бо Далас. На 9 октомври наNXT, Роули получи силно-енергичен герой, в концепцията на „оставащ на макс“; Роули обясняваше, че ако оставането на макс допуска свръхчовешки постижения, той би достигнал едно ниво повече когато остава на макс. На Пристигане, Роули победи Си Джей Паркър. След Пристигане, Роули постигна серии от победи, побеждавайки подобни на Си Джей Паркър, Силвестър Лефорт, Оливър Грей, и други. Той също беше част от кралска битка за претендент, където стигна до финалните седем, преди да бъде елиминиран от Джейсън Джордан. На Завземане на 29 май 2014, Русев преби Роули. Тогава Роули сформира отбор с Бул Демпси, но те загубиха в първия кръг на турнира за претенденти за отборните титли, коствайки на Демпси да обърне гръб на Роули. Двамата се срещнаха на Завземане: Фатална четворка, но Роули загуби, както реванша няколко седмици.
През юни 2015, Зак Райдър дебютира в NXT, и Роули сформира отбор с него, наричайки се Хайп Броус. Хайп Броус победиха Илайъс Самсън и Майк Ралис на 21 май на телевизионни записи за NXT, три седмици по-късно, дуото официално се зачетоха като отбор, победиха отбора на Анджело Доукинс и Сойър Фултон на 18 юни на телевизионни записи. След дълго-месечна вражда с подобни на Даш Уайлдър, Скот Доусън, Чад Гейбъл, и Джейсън Джордан, заедно с няколко победи над отборите, Хайп Броус партнираха на Ензо Аморе и Колин Касиди и победиха Чад Гейбъл, Джейсън Джордан, Даш Уайлдър и Скот Доусън в отборен мач с 8 души на Завземане: Бруклин.
На 16 октомври на NXT, Хайп Броус участваха в мач за Отборните титли на NXT до загуба. На 22 октомври на NXT, Моджо участва в кралска битка с 26-има за определяне на главен претендент за Титлата на NXT. Моджо не успя да спечели, но беше един от последните няколко участника в мача. На 11 ноември в епизод на NXT, Хайп Броус партнираха на Бейли по време на двуполов отборен мач срещу Блейк и Мърфи и Алекса Блис, където те спечелиха, след като Бейли атакува Мърфи.
На 10 февруари 2016, в епизод на NXT, Хайп Броус победиха Кори Холис и Джон Скайлър в отборен мач.

## В кеча
- Финални ходове
  - Hyper Drive[14] (Running seated senton)[15][16]
- Ключови ходове
  - It's Hammer Time (Sitout Double axe handle, с постановки)
  - Jumping hip attack[14][15][16][17]
  - Stinger splash,[14][16][17] sometimes multiple times[18]
- Със Зак Райдър
  - Отборни финални ходове
    - Hype Ryder (Rough Ryder (Райдър) / Spinebuster (Роули) комбинация)[12]
- Входни песни
  - „Meat Your Metal“ на Serval Attack (NXT; 2013 – 2 юни 2014)
  - „Believe The Hype“ на CFO$[19] (NXT; J2 юни 2014 – )
  - „Stay Hype, Bro“ на CFO$[20] (NXT; от 19 август 2015 г.; използвана докато е в отбор със Зак Райдър)

### Титли и постижения
- Pro Wrestling Illustrated
  - PWI го класира като #111 от топ 500 индивидуални кечисти в PWI 500 през 2017
- WWE
  - Трофей в памет на Андре Гиганта (2017)